# Восточний (Октябрський район)
Восточний (рос. Восточный) — селище у Октябрському районі Амурської області Російської Федерації. Розташоване на території українського історичного та етнічного краю Зелений Клин.
Входить до складу муніципального утворення Восточна сільрада. Населення становить 1289 осіб (2018).

## Історія
З 20 жовтня 1932 року входить до складу новоутвореної Амурської області.
З 1 січня 2006 року органом місцевого самоврядування є Восточна сільрада.

## Населення
| 2002  | 2010  | 2012  | 2013  | 2014  | 2015  | 2016  |
| ----- | ----- | ----- | ----- | ----- | ----- | ----- |
| 1465  | ↘1411 | ↗1414 | ↘1381 | ↘1330 | ↘1325 | ↘1323 |
| 2017  | 2018  |       |       |       |       |       |
| ↘1299 | ↘1289 |       |       |       |       |       |